# Sherrard
Sherrard – wieś w Stanach Zjednoczonych, w stanie Illinois, w hrabstwie Mercer.